# Мехтулинское ханство
Мехтулинское ханство (кум. Магьтулу бийлик, Жюнгютей бийлик, позже кум. Жюнгютей ханлыкъ, также Вилайат Жюнгютей) — кумыкское государственное образование, существовавшее в XVII—XIX веках на территории современного Дагестана. Состояло из 13 аулов, расположенных в бассейне реки Манас.

## История

### Население и язык
Основное население составляли кумыки. Под властью князей мехтулинских также проживали и другие народы[уточнить].
Историк Бутков в Материалах по истории Кавказа (изданы в 1869) писал:
«Джангутеевское владение находится в Дагестане; жители кумыки, лежит в горах, между владениями шамхала и акушинцев, в вершинах рек Торкали-озень и Манаса».
Дубровин в 1871 приводил следующие сведения:
«Туземцы сами признают шамхальцев и мехтулинцев за кумыков, говорящих одним и тем же языком, и сами различают себя названием заречных».
Пржецлавский же в своём труде — «Нравы и обычаи в Дагестане», описывал язык ханства на котором говорят мехтулинцы как кумыкский.
В кавказском этнографическом сборнике, где по указанию автора, основное население мехтулинского ханства составляли кумыки.

### Образования ханства и его дальнейшее развитие
Мехтулинское ханство образовалось в XVII веке при распаде Тарковского шамхальства. Название его произошло от имени его основателя — Кара-Мехти, который, согласно преданию и достоверных источников происходил из дома шамхалов. Кара Мехти — основатель Мехтулинского (или Дженгутаевского) бийлика (владение), период жизни которого прошёл между концом XVI и не ранее с середины XVII в. Доподлинно не известен отец Кара Мехди, но по ряду достоверных данных, как например, согласно русским источникам, с большой долей вероятностью им мог быть или являлся Чопан Шавхал.
Кара-Мехти имел многочисленное потомство, одним из его сыновей был Ахмат Хан (или Агметхан Мегдиев), в источниках стал упоминаться лишь с 1637 года как уже владелец княжества, а именно «Махдиевский владелец» (т.е Мехтулинский).
Махдиевский владелец Ахмат-хан вместе с эндиреевскими владельцами, своими сородичами (т.е кумыками) участвует в различных набегах на казачьи укрепления по Тереку. От его имени и образовалось кумыкское название рода «Мехти-улу» в значении «потомство Мехти» или «фамилия Мехти» инногда в русских источниках, как Дженгутаевское владение (ханство).
Согласно историку Е. Н. Кушевой, мехтулинские ханы — родственные шамхалу владельцы.
Один из мехтулинских ханов Ахмад-хан в 1659 году упоминается кумыкским жигутейским (дженгутаевским) владельцем. Кроме того, согласно этому документу, он являлся сыном «крым-шевкала», то есть сыном шамхальского наследника, что доказывает принадлежность мехтулинских ханов к шамхальскому роду.
Первоначально Кара-Мехти обосновался в Аймаки, но впоследствии резиденцией мехтулинских ханов стал Нижний Дженгутай.
Сведения жителя Дербента Уллаги, сообщенные им же в 1598 г. терским воеводам, свидетельствуют, что в Дженгутее (Нижний Дженгутай) "сидит (т.е княжит) с сотней конных воинов «Крым-Шевкалов племянник Суркай»; в соседнем Доргели — «Крым-Шевкалов сын Мехдей (он же Кара-Мехти)»; в Кака-Шуре — князь Султан, племянник шаухала., а "в Аркуша шевкалов уздень Казый, в Охли (не названный по имени) зять шаухала..
Исходя из этих и других данных учёные историки пришли к следующим выводам : 1) в пределах середины или второй половины XVI в. на территории будущей Мехтулы (в ист.:Дженгутейского владения) были расселены члены шаухальского рода; 2) будущая Мехтула в конце XVI в. полностью входила в сферу властвования крым-шаухальской (буйнакских) ветви шаухалов Тарковских; 3) в источниках впервые фигурирует реальное историческое лицо — «князь Махти, сын крым-шаухала», резиденция которого находилась в одном из древних кумыкских населенных пунктов "Доргели.
В турецких дипломатических документах Кара-Мехти упоминается в 1581—1584 гг. как «Бойнакский владетель Мехти» (Boynak Begi Mehmet Beg).
В первой четверти XVII в. Кара-Мехти будучи князем в Доргели распространил своё влияние и власть на сопредельные кумыкам земли в Нагорном Дагестане, населенными в основе авароязычными и даргиноязычными племенами. Документ «Подати, собираемые Шамхалом с Дагестана» свидетельствует, что в период к кону XVI-началу XVII в шаухалы и крым-шаухалы уже в этот период начали распространять своё влияние на Нагорный Дагестан, и в частности на Казикумух, Хунзах, Карах, Богулал, Джамалал, Анди, Акуша, Томели, Цунта , Мичкич и др..
В 1614 году Кара-Мехти фигурирует в качестве члена дома шамхалов Тарковских, участвует на съезде «кумыцких князей и лучших людей в Тарках». В этот же период носит титул «жигутейский владелец» (т.е Дженгутаевский) и под именем Махди Дженгутаевского в 1629 г. в письме Ильдар-шамхала Тарковского с аварским нуцалом. Последнего Кара-Мехти всерьёз беспокоил своим нарастающим авторитетом среди горского населения, в том числе среди аварского, и претензии, на что и жалуется в письме Ильдар-шамхалу Тарковскому.
В подтверждению этому даётся следующая характеристика в родословной Мехтулинских ханов, составленной в 1867 г. : «Живя в соседстве (Дженгутее — К.А), Кара-Мехти вскоре сделался известным этому населению (т.е Нагорному Дагестану) как человек, который способен удерживать принятое им под своё покровительство население от внутренних неурядиц и ограждать их от набегов соседей».
События произошедшие с конца XVI по началу XVII вв. согласно «Перечня доходов шамхалов» стало началом распространения своего влияния и власти на Нагорный Дагестан шамхалом и крым-шамхалом, в частности на Хунзах, Карах, Джамалал, Анди , Акуша, Томели, Аймаки, Цунта, Мичкис и др.
По преданиям дженгутейских кумыков, Кара-Мехти был приглашён на княжение сперва аймакинцами, затем оглинцами (т.е аварцами), дабы он принял их под своё покровительство.
Данное абстоятельство послужило примеру другим самостоятельным общинам, вскоре за ними последовали другие 11 селений, живших до этого вольными. Кара-Мехти приняв их под своё ведение в непродолжительное время приобрёл над всем примкнувшим народностям власть правителя и военачальника.
Как отмечают М. М. Ковалев, Кара-Мехти сделался не только правителем над целым округом, но и в состоянии передать свою власть по наследству, что и случилось. С этого времени власть переходила без перерывов по наследству в порядке законного преемства до конца существования Мехтулинского княжества.
Мехтулинское ханство упоминается в Завещании Андуника. Согласно толкованию Завещания М.Агларовым Аварское ханство должен стремиться к заключению союза с Мехтулой. Аутентичность (подлинность) „Завещания Андуника-нуцала“ подвергается сомнению.
Осенью 1741 года войска мехтулинского Ахмад-хана разбили в Аймакинском ущелье под Дженгутаем войско персидского Надир-шаха. Ахмад-хан в истории Дагестана сыграл выдающуюся роль в отражении иранской агрессии, был предводителем войск в Андалальской битве, за что турецким султаном Махмудом I ему было присвоенно звание «мир-и миран» (беглербег), то есть генерала.
Во время Кавказской войны среди жителей Мехтулы вспыхивали волнения. В рапортах Орбелиани упоминается подобный случай:
Дух возмущения, скрывавшийся долго между некоторыми дженгутаевскими жителями, обнаружился вчера вполне. Поводом к тому послужило наказание одного из жарких приверженцев мюридам Изи, пришедшего ко мне с самыми грубыми вопросами: зачем я держу здесь аварцев, зачем лошади их пасутся на дженгутаевской земле, зачем я требую по три арбы сена с каждого дома для войск на зиму, зачем для моих лошадей доставляют траву ежедневно и, наконец, зачем не получаю плату за перевозку больных и провианта.
В 1867 году последний хан Мехтулинского ханства — Рашид-хан, сложил с себя права и обязанности по управлению и оно вошло в состав Российской империи, было включено в состав Темир-Хан-Шуринского округа.

## Описание жителей
Русский военный писатель XIX века и генерал от инфантерии М. Я. Ольшевский в своих записках описывает Мехтулинское ханство и его жителей:
Мехтула может быть разделена на две части. Нижняя половина ханства, прилегающая к шамхальству, отделённая от верхней Кизильярским хребтом и где находится Большой Дженгутай, бывшее пребывание ханов, была населена кумыками. Следовательно, население этой части ханства ни в чем не отличалось от шамхальцев, как своих соплеменников. Верхняя половина Мехтулы, находящаяся за Кизильярским хребтом, была населена лезгинами (имеются в виду аварцы, населяющие Мехтулинское ханство), по этой причине будет не лишним коснуться главных характеристических черт этого дикого и воинственного народа, что тем более я нахожу необходимым в виду предстоящей экспедиции в Аварию.

Лезгин (т.е. аварец) резко отличается от шамхальца, даргинца, акушинца, кубанца и вообще жителя плоскости. Эти последние изнежены, раболепны и слабы телом и душою; лезгин (аварец) же, напротив, крепок физически, силён духом и высоко ценит свободу и независимость, умея стойко защищать себя.
К таким выводам М. Я. Ольшевский из-за преданной службы аварцев в российской милиции, которые готовы были драться даже с родными братьями, дабы угодить царскому начальству:
По мужественной непоколебимой храбрости и вообще по быстроте соображения, лезгин (аварцев) нельзя сравнить с шамхальцами и кумыками; поэтому большая разница существовала в милиции нижней и верхней Мехтулы. Первые, подобно шамхальцам, оказывали более малодушия, нежели стойкости, при защите своих аулов или в делах с неприятелем, тогда как последние были непоколебимы даже в таких случаях, когда им приходилось драться с своими соплеменниками, а может быть и с родными.

## Список правителей Мехтулинского ханства
- Кара-Мехтий (упом. 1590)
- Ахмат-хан I (упом. 1638-40)
- Али-хан (пред. нач. XVII)
- Мехти II (сер. XVII века)
- Пир-Мухаммат(нач. XVIII века)
- Мехти III (упом. 1732)
- Ахмад-хан II (1735—1749)
- Мехти IV (1749—1773)
- Али-Султан (1773—1809)
- Хасан-Хан (1809—1818)
- Ахмадхан Аджи-хан (? — 1796)
- Гасан-хан (1809—1818)
- Ахмад-хан III (1824—1843)
- Нух-Бике (1843—1855)
- Ибрахим-хан (1855—1859)
- Рашид-хан (1859—1867)